# Драган Милосављевић
Драган Милосављевић (Крушевац, 11. мај 1989) српски је кошаркаш. Игра на позицији бека, а тренутно наступа за Игокеу.

## Клупска каријера
Милосављевић је сениорску каријеру почео у крушевачком Напретку. Сезону 2009/10. је провео у Радничком из Крагујевца. У јуну 2010. је потписао уговор са Партизаном. У црно-белом дресу провео је наредних пет сезона и освојио је две Јадранске лиге, четири титуле првака Србије и два Купа Радивоја Кораћа. Био је најкориснији играч финалне серије Суперлиге Србије у сезони 2012/13. Од сезоне 2013/14. био је и капитен црно-белих. Крајем јануара 2014. на гостовању Макабију у Евролиги, задобио је повреду предњих укрштених лигамената која га је одвојила од терена на десет месеци.
У јуну 2015. потписао је двогодишњи уговор са Албом из Берлина. Са Албом је освојио Куп Немачке за 2016. годину. У јулу 2017. је потписао двогодишњи уговор са Малагом. У јуну 2019. је продужио уговор са клубом на још две године. Међутим, у августу 2019, док је наступао за репрезентацију, покидао је лигаменте колена. Због те повреде није више наступао за Малагу, а 17. фебруара 2021. је и званично раскинуо уговор са клубом. Дана 2. априла 2021. је потписао уговор са Мегом до краја сезоне. У јулу 2021. је потписао једногодишњи уговор са турским Бурсаспором. Наступио је на само три првенствене утакмице за Бурсаспор, након чега је 29. октобра 2021. отпуштен. Наредног месеца је потписао уговор са шпанском Фуенлабрадом до краја такмичарске 2021/22. По други пут је потписао за Мегу у октобру 2022. године. Већ крајем децембра исте године прешао је у Игокеу.

## Репрезентација
Селектор Душан Ивковић га је у лето 2010. позвао на припреме сениорске репрезентације Србије, али Милосављевић се није нашао међу коначних 12 играча који су ишли на Светско првенство 2010. у Турској. Деби у репрезентацији је имао пет година касније са екипом која је под вођством Александра Ђорђевића освојила 4. место на Европском првенству 2015. у Француској. Играо је затим и на Европском првенству 2017, на ком је Србија освојила сребрну медаљу, након пораза од Словеније у финалној утакмици.

## Успеси

### Клупски
- Партизан:
  - Првенство Србије (4): 2010/11, 2011/12, 2012/13, 2013/14.
  - Јадранска лига (2): 2010/11, 2012/13.
  - Куп Радивоја Кораћа (2): 2011, 2012.
- AЛБА Берлин:
  - Куп Немачке (1): 2016.
- Игокеа:
  - Првенство Босне и Херцеговине (2): 2022/23, 2023/24.
  - Куп Босне и Херцеговине (1): 2023.

### Појединачни
- Најкориснији играч финала Првенства Србије (1): 2012/13.

### Репрезентативни
- Европско првенство:  2017.